# Maruxa (pel·lícula de 1923)
Maruxa és una pel·lícula muda espanyola rodada a Galícia en 1923. Es va estrenar l'11 de novembre de 1923, als cinemes de Madrid, Alcorcón, Alcalá de Henares, La Corunya, Valladolid, Granada, Toledo i València, i la resta dels cinemes d'Espanya, el 10 de gener de 1924.
Dirigida per Henry Vorins i basada en la sarsuela homònima d'Amadeu Vives, va ser una producció de Celta Films rodada a les rodalies de Vigo. Es tracta d'un melodrama amorós entre joves en un entorn rural. Protagonitzada per Paulette Landais i Florián Rey, els títols tenien una versió en gallec escrita per Manuel Lugrís Freire.